# Ludvig Fehr
Ludvig Fehr, född i Berlin, var en tysk litograf verksam under 1800-talets tidigare hälft.
Fehr var verksam som litograf i Köpenhamn runt 1816. Han kom senare till Sverige där han 1818 tillsammans med C. Müller etablerade ett litografiskt tryckeri i Stockholm. Efter något år flyttade han till Göteborg och senare till Kristiania där han 1821 etablerade Norges första litografiska officin. 1823 kom även hans son Ludvig Fehr som tidigare arbetat vid Müller & Fehr i Stockholm att ansluta sig till officinen i Kristiania. Bland Fehrs litografier märks ett stort antal porträtt, stadsutsikter och landskapsmotiv. Fehr finns representerad vid bland annat Nationalmuseum i Stockholm.